# Stazione di Coccaglio
Stazione di Coccaglio vasútállomás Olaszországban, Lombardia régióban, Coccaglio településen.

## Vasútvonalak
Az állomást az alábbi vasútvonalak érintik:
- Lecco–Brescia-vasútvonal

## Kapcsolódó állomások
A vasútállomáshoz az alábbi állomások vannak a legközelebb:
- Stazione di Cologne
- Stazione di Rovato